# Стивенс, Кристофер
Джон Кри́стофер Сти́венс (англ. J. Christopher Stevens; 18 апреля 1960, Грасс-Валли, Калифорния — 11 сентября 2012, Бенгази) — американский дипломат и юрист, служил послом США в Ливии с июня по сентябрь 2012 года.
Убит во время нападения на представительство США в Бенгази 11 сентября 2012 года. Вместе с ним погибли ещё три человека, двое других были ранены.

## Биография
Джон Кристофер Стивенс родился 18 апреля 1960 года в Грасс-Валли (Калифорния).
В 1982 году получил степень Бакала́вра гуманитарных наук в Калифорнийском университете в Беркли.
С 1983 года по 1985 год добровольцем преподавал английский язык в Корпусе Мира в Марокко.
В 1991 году поступил на дипломатическую службу США. Служил в Ливии ранее дважды: в качестве заместителя главы миссии (с 2007 года по 2009 год), а также в качестве специального представителя в Национальном переходном совете (с марта по ноябрь 2011 года) во время ливийской революции. Прибыл в Триполи в мае 2012 года в качестве посла США в Ливии.

## Служба в Службе иностранных дел США
Стивенс начал работать в Службе иностранных дел США в 1991 году.

## Гибель
Кристофер Стивенс погиб 11 сентября 2012 года в результате нападения на американское консульство в Бенгази (Ливия), куда он прибыл из Триполи для участия в деловых встречах с ливийскими руководителями нефтяной промышленности.
16 сентября в интервью передаче «Встреча с прессой» (англ. Meet the Press) на канале NBC полномочный представитель США в ООН Сьюзан Райс заявила, что нападавшие воспользовались беспорядками, вызванными антиисламским фильмом «Невинность мусульман». Однако позднее, по сообщению сайта Лента.Ру со ссылкой на газету The Wall Street Journal, неназванный сотрудник Госдепартамента США в преддверии посвященных инциденту слушаний в Конгрессе рассказал, что нападению не предшествовали акции протеста против фильма.
В дневнике Стивенса, найденном после его гибели, посол выражал мнение, что в Ливии усиливаются экстремистские движения и дальнейшее пребывание в этой стране становится небезопасным. Стивенса беспокоил уровень безопасности в Бенгази, а также посол считал себя включённым в «расстрельный список» «Аль-Каиды».

## Реакция на гибель
По мнению лидера КПРФ Геннадия Зюганова:
Американского посла в Ливии расстреляли, как последнюю собаку. Это был главный специалист по ливийской «революции». Он получил то, что посеял.
После того как данное высказывание получило широкий резонанс, Геннадий Зюганов заявил, что его слова были искажены, а смысл был в том, что из-за вмешательства США в дела других стран мир стал на пороге большой войны.

По мнению французского журналиста Бернара-Анри Леви: 
Фанатики, которые убили вчера американского посла в Ливии Кристофера Стивенса, это не просто преступники, а идиоты. Этот молодой человек, блестящий и отважный дипломат, был одним из лучших друзей Ливии и одним из тайных творцов её освобождения.
Белый дом 20 сентября впервые назвал нападение на американское консульство в Бенгази, приведшее к гибели посла, террористической атакой. В администрации президента США отметили, что в атаке, возможно, принимали участие боевики «„Аль-Каиды“ в странах исламского Магриба».
Сообщение о том, что Стивенс беспокоился о своей безопасности, стало основанием для критики со стороны Конгресса в адрес администрации Барака Обамы: её обвинили в том, что американским дипломатам в Бенгази не была обеспечена должная защита.
Американский сенатор Рэнд Пол заявил, что посол в Ливии Кристофер Стивенс не только курировал поставки оружия сирийской оппозиции, но и занимался для неё набором джихадистов. При этом, по словам сенатора, сирийские боевики состоят большей частью из членов террористической организации «Джабат ан-Нусра», имеющей отношение к Аль-Каиде. Со ссылкой на бывшего госсекретаря Хилари Клинтон сенатор добавил, что за неделю до убийства в Ливии американского посла из страны было отправлено судно с крупным грузом оружия, и США об этом знали. А также, что представители США встречались с капитаном корабля, и тот сообщил им о перестрелках между боевиками, не поделившими между собой оружие.